# Параткуль
Параткуль — село в Далматовском районе Курганской области. Административный центр Параткульского сельсовета.

## История
До 1917 года входила в состав Вознесенской волости Шадринского уезда Пермской губернии. По данным на 1926 год состояла из 364 хозяйств. В административном отношении являлась центром Параткульского сельсовета Ольховского района Шадринского округа Уральской области.

## Население
| 1902 | 1989 | 2002 | 2010 |
| ---- | ---- | ---- | ---- |
| 1356 | ↘284 | ↘259 | ↘185 |

По данным переписи 1926 года в деревне проживало 1490 человек (648 мужчин и 842 женщины), в том числе: русские составляли 99 % населения.